# Nabe (cuisine)
Pour les articles homonymes, voir Nabe.
Le nabe (鍋, « marmite » ou « casserole »), ou nabemono (鍋物, « pot au feu »), est un ensemble de mets familial de l'hiver au Japon. Le nabe ne représente pas une recette unique, mais un type de plat. On traduit parfois ce mot en français par « fondue », comme dans le cas de la fondue chinoise, qui est également basée sur un bouillon dashi et non du fromage comme les fondues suisse ou savoyarde.
Chauffé par un réchaud sur la table, on prépare une soupe — la plus simple étant juste de l'eau, souvent avec du bouillon de poisson, ou konbu (algues séchées) — dans une grande marmite, où de multiples ingrédients seront plongés petit à petit.
Les ingrédients sont très variés mais on y retrouve généralement, selon les recettes, chou chinois, kuzukiri (nouilles de kuzu, transparentes), tofu, itokonnyaku ou shirataki (vermicelles blancs konjac), champignons (kinoko (茸)) de différentes sortes, poisson, huîtres ou de fines tranches de viande (bœuf, porc). On peut ajouter du lait de soja pour la recette du tōnyū-nabe (豆乳鍋, « nabe au lait de soja »).
À la fin, on peut faire avec la soupe restante un zōsui (雑炊), avec du riz précuit, un œuf et du negi haché menu (petits poireaux japonais ou ciboule).
Les types de nabe les plus connus et appréciés au Japon sont l’oden, le sukiyaki, le nabe au kimchi (kimchi jjigae) le shabu-shabu, le yose-nabe, le mizutaki (水炊き) au poulet et aux légumes, le tōnyū-nabe, le chanko-nabe et le toridango-nabe aux boulettes de poulet.